# Майзенгайм
Майзенгайм (нім. Meisenheim) — місто в Німеччині, розташоване в землі Рейнланд-Пфальц. Входить до складу району Бад-Кройцнах. Центр об'єднання громад Майзенгайм.
Площа — 10,34 км2. Населення становить 2789 ос. (станом на 31 грудня 2020).

## Галерея

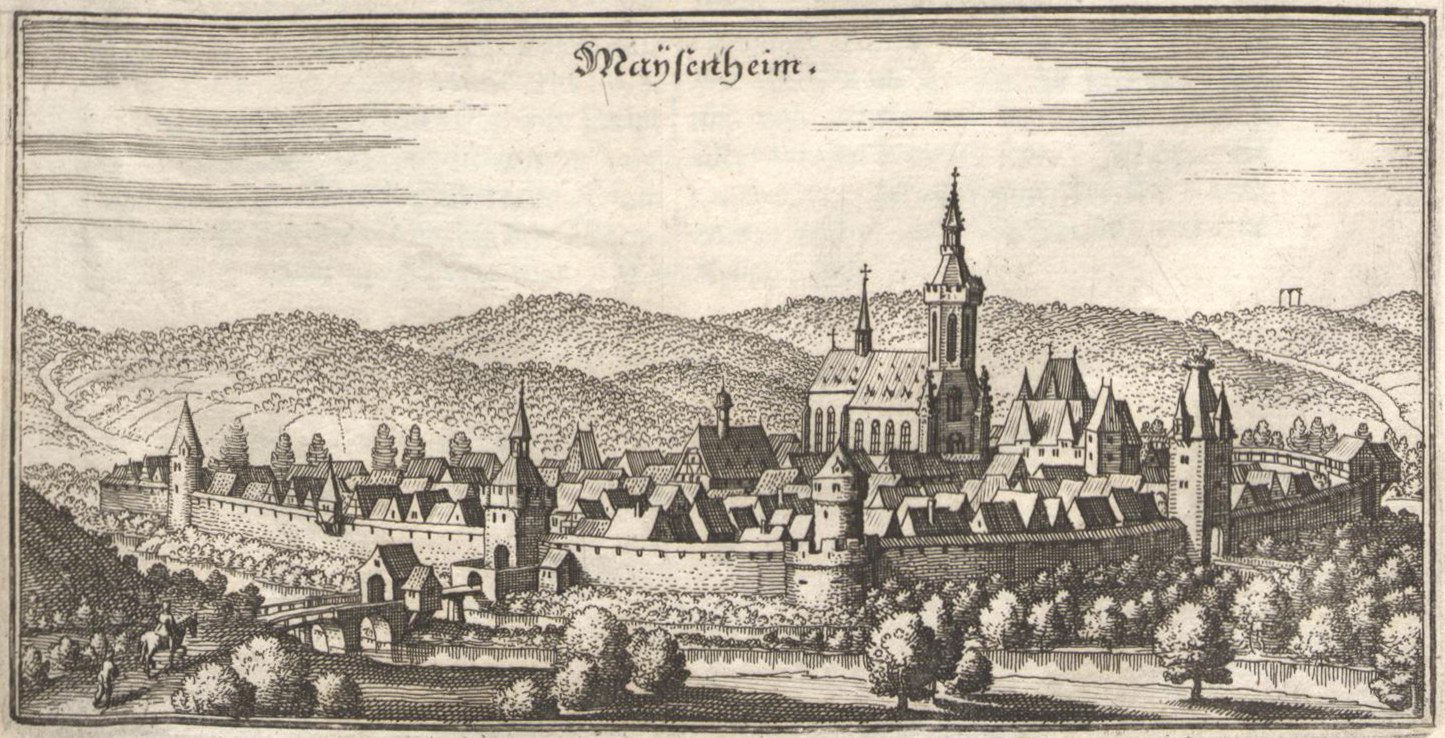
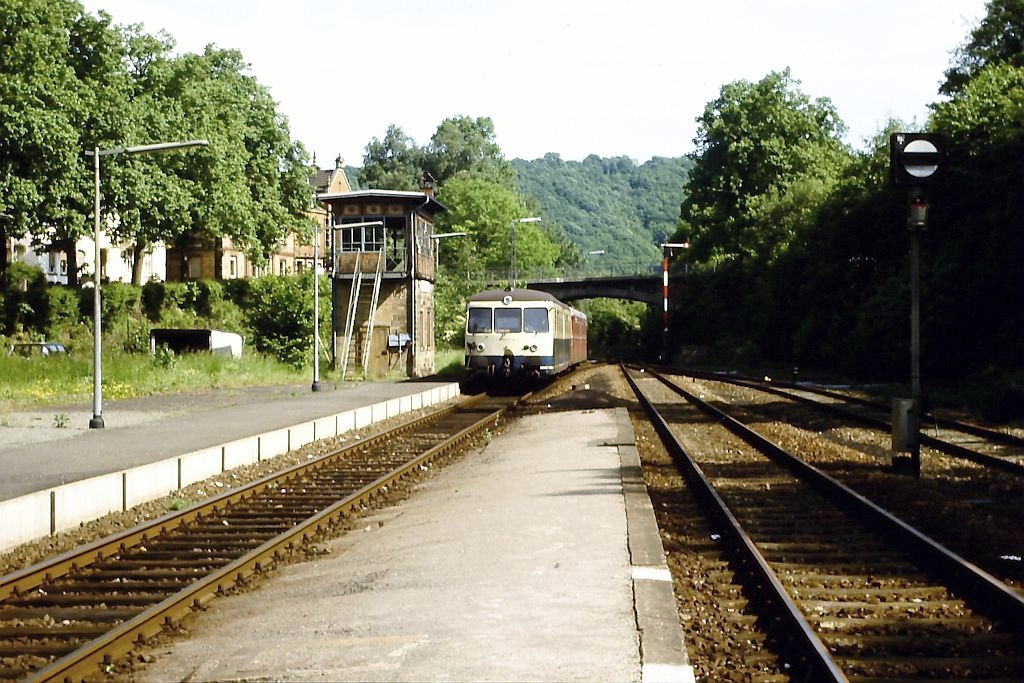
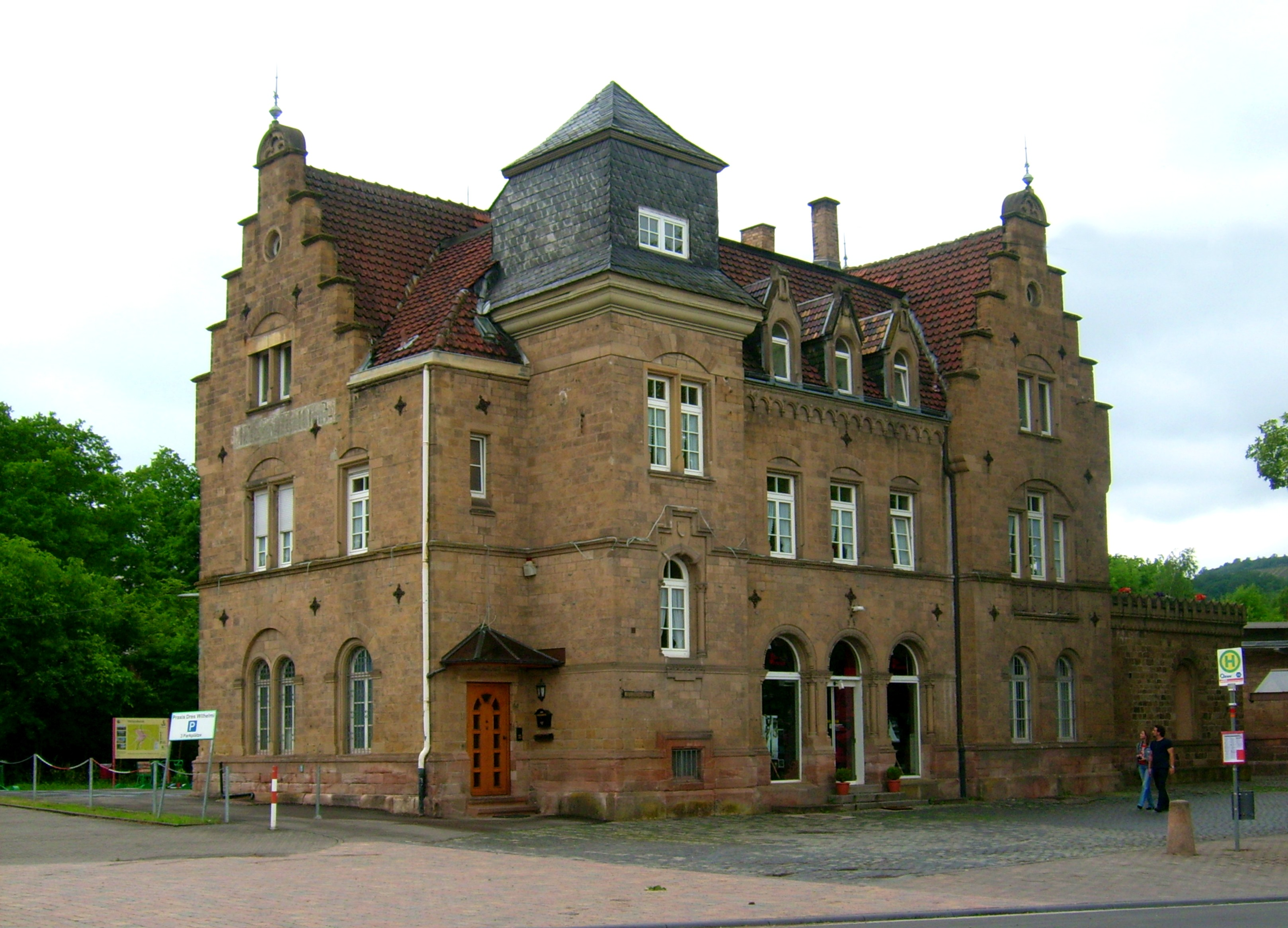